# Muscardina
Muscardina é uma doença mortal resultante do ataque de um inseto por um fungo parasítico.
O inseto, a lagarta ou o casulo, quando  atingido pelo fungo, é coberto por uma penugem  com aspecto de algodão.
- Aspergillus flavus  pode infectar colônias de termitas (Reticulitermes virginicus)
- Beauveria bassiana  produz uma muscardina branca no bicho-da-seda  (mal de segno) enquanto que a  Beauveria effusa provoca uma vermelha.
- Empusa muscae ataca a  mosca-doméstica (Musca domestica)
- Metarhizium anisopliae  é utilizado como controle biológico  contra o  gafanhotos migratórios ou a mosca tsé-tsé.
- Penicillium produz uma uma muscardina de cor verde sobre o  besouro-do-trigo (Anisoplia austriaca)